# Demon Slayer: Kimetsu no Yaiba – Castelo Infinito
Demon Slayer: Kimetsu no Yaiba – O Filme: Castelo Infinito (japonês: 劇場版「鬼滅の刃」無限城編, Hepburn: Gekijō-ban Kimetsu no Yaiba: Mugen-jō-hen), também conhecido simplesmente como Demon Slayer: Castelo Infinito, é o próximo filme japonês de animação dos gêneros ação e fantasia sombria, baseado no arco "Castelo Infinito" da série de mangá Demon Slayer: Kimetsu no Yaiba, escrita por Koyoharu Gotouge e publicada entre 2016 e 2020. Trata-se de uma sequência direta da quarta temporada da adaptação em anime, além de representar a quarta adaptação cinematográfica da franquia, sucedendo os filmes: Mugen Ressha-hen (2020), To the Swordsmith Village (2023) e Hashira Training (2024). A direção é de Haruo Sotozaki, com roteiro desenvolvido pela equipe de produção do estúdio Ufotable.
Ao contrário das adaptações Swordsmith Village (Vilarejo dos Ferreiros) e Hashira Training (Treinamento dos Hashira), que são compilações, Castelo Infinito (Infinity Castle) será uma adaptação cinematográfica em formato de longa-metragem, devido ao conteúdo e ao ritmo dramático do arco, semelhante a Mugen Train (Mugen Ressha-hen). O filme foi anunciado pela primeira vez em junho de 2024, logo após a exibição do episódio final da quarta temporada, como a primeira parte de uma série de três filmes.
Demon Slayer: Kimetsu no Yaiba – Castelo Infinito tem lançamento programado no Japão para 18 de julho de 2025, pelas distribuidoras japonesas Aniplex e Toho.

## Premissa
Tanjiro Kamado – um jovem que se uniu à Demon Slayer Corps ("Esquadrão de Exterminadores de Demônios"), dedicada à caça de demônios, após sua irmã mais nova, Nezuko, ter sido transformada em um deles.
Enquanto os membros da Esquadrão e os Hashira participavam de um programa coletivo de fortalecimento, conhecido como Treinamento dos Hashira, em preparação para a batalha iminente contra os demônios, Muzan Kibutsuji aparece na Mansão Ubuyashiki, quartel-general da corporação. Com a vida do líder do Esquadrão em risco, Tanjiro e os Hashira correm até a sede da organização, mas acabam sendo lançados por Muzan Kibutsuji em uma profunda descida rumo a um espaço misterioso.
O local onde Tanjiro e os demais membros do Esquadrão caem é o reduto dos demônios – o Infinity Castle ("Castelo Infinito"). Assim, estabelece-se o campo de batalha para o confronto final entre o Esquadrão de Exterminadores de Demônios e as forças demoníacas.

## Dubladores (vozes originais)
A seguir, o elenco de dubladores dos principais personagens:
- Natsuki Hanaecomo como Tanjiro Kamado (竈門 炭治郎, Kamado Tanjirō)
- Akari Kitōcomo como Nezuko Kamado (竈門 禰豆子, Kamado Nezuko)
- Hiro Shimono como Zenitsu Agatsuma (我妻 善逸, Agatsuma Zenitsu)
- Yoshitsugu Matsuoka como Inosuke Hashibira (嘴平 伊之助, Hashibira Inosuke)
- Reina Ueda como Kanao Tsuyuri (栗花落 カナヲ, Tsuyuri Kanao)
- Nobuhiko Okamoto como Genya Shinazugawa (不死川 玄弥, Shinazugawa Gen'ya)
- Takahiro Sakurai como Giyu Tomioka (富岡 義勇, Tomioka Giyū)
- Katsuyuki Konishi como Tengen Uzui (宇髄 天元, Uzui Tengen)
- Kengo Kawanishi como Muichiro Tokito (時透 無一郎, Tokitō Muichirō)
- Saori Hayami como Shinobu Kocho (胡蝶 しのぶ, Kochō Shinobu)
- Kenichi Suzumura como Obanai Iguro (伊黒 小芭内, Iguro Obanai)
- Tomokazu Seki como Sanemi Shinazugawa (不死川 実弥, Shinazugawa Sanemi)
- Kana Hanazawa como Mitsuri Kanroji (甘露寺 蜜璃, Kanroji Mitsuri)
- Tomokazu Sugita como Gyomei Himejima (悲鳴嶼 行冥, Himejima Gyōmei)

## Lançamento

### Lançamento nos cinemas
O filme tem lançamento local previsto para 18 de julho de 2025 pela Aniplex e Toho. A distribuição internacional ficará a cargo da Crunchyroll, por meio da Sony Pictures Releasing. Tem previsão de lançamento para:
- 12 de agosto: Tailândia
- 14 de agosto: Hong Kong, Malásia, Paquistão, Cingapura
- 15 de agosto: Cambodja, Indonésia, Vietnã
- 20 de agosto: Filipinas
- 11 de setembro: América Central, Arábia Saudita, Argentina, Armênia, Austrália, Azerbaijão, Bahrein, Bolívia, Brasil, Caribe (Jamaica, Aruba, Suriname, Trinidad e Tobago, Curaçao), Catar, Cazaquistão, Chile, Colômbia, Croácia, Dinamarca, Egito, Emirados Árabes Unidos, Equador, Eslováquia, Eslovênia, Etiópia, Geórgia, Grécia, Hungria, Iraque, Islândia, Israel, Itália, Jordânia, Kuwait, Líbano, Lituânia, Macedônia, México, Países Baixos, Nova Zelândia, Omã, Paraguai, Peru, Portugal, Sérvia, República Dominicana, República Tcheca, Suíça (região de língua italiana), Síria, Tailândia, Ucrânia, Uruguai, Venezuela.
- 12 de setembro: África do Sul, Bulgária, Canadá, Espanha, Estados Unidos, Estônia, Finlândia, Índia, Letônia, Mongólia, Nigéria, Noruega, Polônia, Quênia, Romênia, Suécia, Turquia, Reino Unido.
- 17 de setembro: África de língua francesa, Bélgica, França, Luxemburgo, Suíça (região de língua francesa).
- 18 de setembro: Alemanha, Áustria, Moldávia, Suíça (região de língua alemã).

No Japão, está programada a distribuição em 443 salas de exibição. Será o primeiro de uma série planejada de três filmes, para adaptar os capítulos finais do mangá original. Cada filme terá um hiato de dois anos até ser lançado, portanto, será assim: 2025 (filme 1), 2027 (filme 2), 2029 (filme 3). 